# Ròmia Rovira
Ròmia Rovira (c.1460 a Mallorca), popularment coneguda com a Dona Auleza, fou una beguina reconeguda com una de les primeres deixebles del mestre lul·lista Joan Llobet, promotor de l'obra de Ramon Llull. Fou enterrada a petició pròpia de la manera més modesta possible, sense ni tan sols l'hàbit franciscà.

## Context
El pensament filosòfico-místic de Ramon Llull (1232?-1316?), més comunament vinculat a noms com Thomas le Myésier, Lefèvre d'Ètaples o Agrippa von Nettesheim, va comptar també amb seguidores femenines, tot i que no gaire conegudes. Moltes d'elles apareixen relacionades amb la tasca de creació i sosteniment de les institucions lul·lianes, especialment a través de donacions testamentàries, com és el cas d'Antònia Gomis i Isabel Martines (ambdues a mitjans del segle XV) per l'Escola de Barcelona. D'altres van adoptar un mode de vida místic, com Anna Maria del Santíssim Sagrament. Preferentment interessades en la creació d'espais per a la formació, elaboració i divulgació del pensament de Llull, no és casual doncs que aquestes dames tinguessin forts vincles amb les terres de Catalunya-Aragó, i sobretot amb Mallorca, d'on el beat era originari.